# Hymedesmia obtusata
Hymedesmia obtusata är en svampdjursart som beskrevs av Topsent 1904. Hymedesmia obtusata ingår i släktet Hymedesmia och familjen Hymedesmiidae. Inga underarter finns listade i Catalogue of Life.